# Rotelsau
Rotelsau ist eine Wüstung in der heutigen Gemarkung des Ortsteils Jossa der Gemeinde Sinntal im Main-Kinzig-Kreis in Hessen.

## Lage
Die Wüstung liegt ca. 285 m über NN, 2 km südwestlich von Altengronau. Nach einer Aufzeichnung vom Anfang des 17. Jahrhunderts soll sie am Galgenberg an der Jossa gelegen haben.

## Geschichte
Rotelsau gehörte im Heiligen Römischen Reich zunächst zum Gericht Altengronau. Der Herrschaft Hanau, später der Grafschaft Hanau und folgend der Grafschaft Hanau-Münzenberg gelang es im Prozess der Territorialisierung nicht vollständig, das Gericht in ihre Grafschaft einzubinden. Rotelsau gehörte ursprünglich dem Kloster Fulda. 1391 gehören zu den Einkünften des Klosters Schlüchtern die Einkünfte aus der Mühle Rotelsau. Das Dorf wurde durch das Kloster Fulda im 14. Jahrhundert häufig verpfändet. So hatten es die von Thüngen und die von Hutten gemeinsam inne. 1510 wird das Dorf als Wüstung bezeichnet. In einem Vertrag zwischen denen von Hutten und dem Grafen von Hanau von 1526 behielt sich Hanau die Hohe Gerichtsbarkeit im Dorf vor. Im 17. Jahrhundert beanspruchten die von Hutten ein mit Hanau gemeinsames Kondominium über die Gemarkung des ehemaligen Dorfes.
Nach dem Tod des letzten Hanauer Grafen, Johann Reinhard III. im Jahr 1736 erbten die Landgrafen von Hessen-Kassel die gesamte Grafschaft Hanau-Münzenberg. Die Gemarkung Rotelsau gehörte so später zum Kurfürstentum Hessen, nach dessen Verwaltungsreform von 1821 zum Landkreis Schlüchtern und seit der Hessischen Gebietsreform ab 1972 zum Main-Kinzig-Kreis.

## Historische Namensformen
- Rotelsowe (1303)
- Rotelsouge (1338)
- Roulsowe (1339)
- Rodelszaue (1346)